# Saraṇaṅkara

Phật Xa La Năng Ca La.  (Tiếng Pali: Saraṇaṅkara) là vị Phật thứ ba trong số 27 vị Phật được biết đến xuất hiện trước Phật Thích-ca. Ông cũng là vị Phật thứ ba của kiếp Sāramaṇḍa.
 

Trong kinh Buddhavaṃsa (Phật chủng tính kinh) của kinh điển Pali, ông được nhắc tới một cách ngắn gọn như sau: 
Vô số kiếp trước, Đức Phật Taṇhaṅkara, Đức Phật Medhaṅkara, Đức Phật Saraṇaṅkara và Đức Phật Dīpaṃkara đã được sinh ra trong kiếp Sāramaṇḍa.

## Tiểu sử
Phật Xa La Năng Ca La sinh ra ở Vipula, là con của vua Sumaṅgala và hoàng hậu Yasavadi. Sau khi trưởng thành, ông nối ngôi vua cha và trị vì đất nước trong suốt 7.000 năm.
Khi đang trị vì đất nước trong an bình, ông đã nhìn thấy bốn dấu hiệu do Vô Thường tạo ra. Khi con trai của ông chào đời, ông đã quyết định rời đi lâu đài và trở thành một nhà tu hành khổ hạnh. Ông đã tu khổ hạnh trong một tháng, và đạt được giác ngộ dưới gốc bồ đề quao nước.
Tiền kiếp của Phật Thích-ca đã có cơ hội gặp và trở thành đệ tử của ông. Người đệ tử đã xin ông một điều ước dê chứng thành Phật, nhưng Đức Phật đã không ứng nguyện vì túc duyên chưa đủ. Sau khi chết Phật Thích-ca, tái sinh thành một deva ở cõi dục.
Sau khi giải thoát cho nhiều chúng sinh, Phật Xa La Năng Ca La đã nhập nibbāna (niết-bàn) ở tuổi 90.000.